# CIE-O
CIE-O es acrónimo de Clasificación Internacional de Enfermedades para Oncología.  
Es una extensión de la International Statistical Classification of Diseases and Related Health Problems aplicada al dominio específico de las enfermedades tumorales, y es la codificación estándar para el diagnóstico de neoplasias. Es un sistema de clasificación dual codificando tanto la localización anatómica (eje topográfico) como la histología (eje morfológico). Contiene un índice de terminología ordenado alfabéticamente que lista las localizaciones anatómicas de las neoplasias así como los términos de morfología o histología. Los códigos asociados a cada término permiten representar cada neoplasia por su localización y su morfología. Los dígitos adicionales permiten especificar su comportamiento biológico (benigno, incierto, maligno primario, maligno in situ, maligno secundario, indeterminado) e incluso el grado de diferenciación y el fenotipo de las células de determinadas neoplasias.
La CIE-O está actualmente en su tercera revisión (CIE-O-3). La tercera edición original en lengua inglesa ha sido publicada en 2000. La OPS ha publicado la traducción al castellano en 2003.
- Datos: Q1430635